# فلوتازولام
فلوتازولام (بالإنجليزية:Flutazolam) (Coreminal ، MS-4101) هو دواء مشتق من البنزوديازيبين. تم اختراعه في اليابان الذي يعتبر البلد الرئيسي الذي تم استخدامه فيه طبيًا. له تأثيرات مهدئة ومرخية للعضلات ومضاد للاختلاج ومزيل للقلق مماثلة لتلك التي تنتجها مشتقات البنزوديازيبين الأخرى ، وعلى الرغم من أنها تقترب من نفس فاعلية الديازيبام ، إلا أنها تنتج تخديرًا أكثر وضوحًا وضعفًا في التنسيق. كما ويشار إليه لعلاج الأرق.
المستقلب النشط الرئيسي له هو إن-ديسلكايلفلورازيبام ، المعروف أيضًا باسم norflurazepam ، وهو أيضًا أحد المستقلبات الرئيسية للفلورازيبام (الاسم التجاري Dalmane).
يرتبط فلوتازولام ارتباطًا وثيقًا في تركيبته ببنزوديازيبين آخر هو هالوكسازولام.